# Jean-Baptiste Martin (prêtre)
Pour les articles homonymes, voir Jean-Baptiste Martin et Martin.
Jean-Baptiste Martin, né à Lyon en 1864 et mort à Saint-Rambert-l'Île-Barbe le 6 novembre 1922, est un prêtre catholique du diocèse de Lyon et un historien de l'Église catholique. 
Sa vie s'est partagée entre, d'une part, son engagement personnel auprès des plus miséreux, notamment aux côtés de Camille Rambaud à la cité Rambaud puis à la maison des vieillards de Vaise, et d'autre part son travail de recherche et d'érudition, avec la publication de nombreux ouvrages historiques sur la ville de Lyon.

## Biographie
Jean-Baptiste Martin est né à Lyon, dans le quartier de la Guillotière, en 1864. Élève de l'abbé Camille Rambaud, il fréquente l'école primaire de la cité de l'Enfant-Jésus de Lyon puis l'externat Saint-Joseph des jésuites. Il meurt dans le quartier de Vaise à Lyon en 1922.

## Ouvrages
- Jean-Baptiste Martin, J. Armand-Caillat, Lucien Bégule, J. Beyssac, Dr J. Birot, Auguste Bleton, J.-B. Cox, F. Desvernay, P. Dissard, F. Benoit d’Entrevaux, Msg Forest, J. Galle, J.-B. Giraud, A. Grand, R. Le Nail, S.-M. Perrin, Antoine Poidebard et Jean-Baptiste Vannel (préf. Pierre Dadolle, Jean-Baptiste Vannel), Histoire des églises et chapelles de Lyon, Lyon, H. Lardanchet, 1908-1909, XXVI-372, 497, 2 vol. ; gr. in-4 (lire en ligne)

### Sources
- M. Chardiny, « L'abbé Jean Baptiste Martin », Revue du Lyonnais, no 8,‎ 1922, p. 124-126 (lire en ligne)
- Joseph Buche, L'abbé Jean-Baptiste Martin, Lyon, 1923